# South Arm Breeches Lake
South Arm Breeches Lake – jezioro (lake), część jeziora Breeches Lake w kanadyjskiej prowincji Nowa Szkocja, w hrabstwie Richmond; nazwa urzędowo zatwierdzona 13 lutego 1976.